# クリニック高田
クリニック高田（クリニックたかだ、本名：高田 陽子（たかだ ようこ）、1978年1月15日 - ）はワタナベエンターテインメント所属のピン芸人。医師免許証を持つ、異色の医師兼業芸人である。

## 来歴

### 医師歴
- 東京女子医科大学医学部卒業。医師免許を取得し、卒業後は東京女子医科大学病院呼吸器外科に入局。
- 現在は、埼玉・神奈川・山梨の病院で一般内科・老年医療科を診療。

### 芸歴
- はらみつおが校長をしていた「お笑いタレントスクール笑学校」の1期生であり、ボンレス林とのコンビ「ボンレスクリニック」として活動していた。
- ワタナベコメディスクール3期卒業生。
- 卒業後、ワタナベエンターテインメントWELjr預かりとなる。史上初の医師免許を持った芸人としてデビュー（しゅんしゅんクリニックPよりもデビューは早い）。
- かつては同スクールの同期生だった花咲林（キャサリン）と、医者とオカマのコンビだった「hafe&ハーフ」で活動していた。その後ピン芸人としての活動に移る。

## 出演番組
- 中居正広の金曜日のスマたちへ
- スッキリ!!
- 世界の果てまでイッテQ!

など

## ネタ
医学ネタをベースに、フリップを使ったネタを展開する。